# Loren C. Ball
| Entdeckte Asteroiden: 109 | Entdeckte Asteroiden: 109 |
| ------------------------- | ------------------------- |
| Nummer und Name           | Entdeckungsdatum          |
| (34351) Decatur           | 3. September 2000         |
| (51599) Brittany          | 28. April 2001            |
| (61400) Voxandreae        | 25. August 2000           |
| (62701) Davidrankin       | 7. Oktober 2000           |
| (64123) 2001 TS18         | 15. October 2001          |
| (65260) 2002 GE2          | 6. April 2002             |
| (72834) Guywells          | 25. April 2001            |
| (128345) Danielbamberger  | 15. April 2004            |

Loren C. Ball (* 1948) ist ein US-amerikanischer Amateurastronom und Asteroidenentdecker.
Er entdeckte an seinem privaten Emerald Lane Observatory (IAU-Code 843) auf dem Dach seines Hauses in der Emerald Lane in Decatur in Alabama zwischen 2000 und 2004 insgesamt 107 Asteroiden.
Der 1999 von Astronomen der Catalina Sky Survey entdeckte Asteroid (16095) Lorenball wurde am 8. November 2019 nach ihm benannt.